# Galeodes montivagans
Galeodes montivagans är en spindeldjursart som beskrevs av Roewer 1934. Galeodes montivagans ingår i släktet Galeodes och familjen Galeodidae. Inga underarter finns listade i Catalogue of Life.